# PGLO

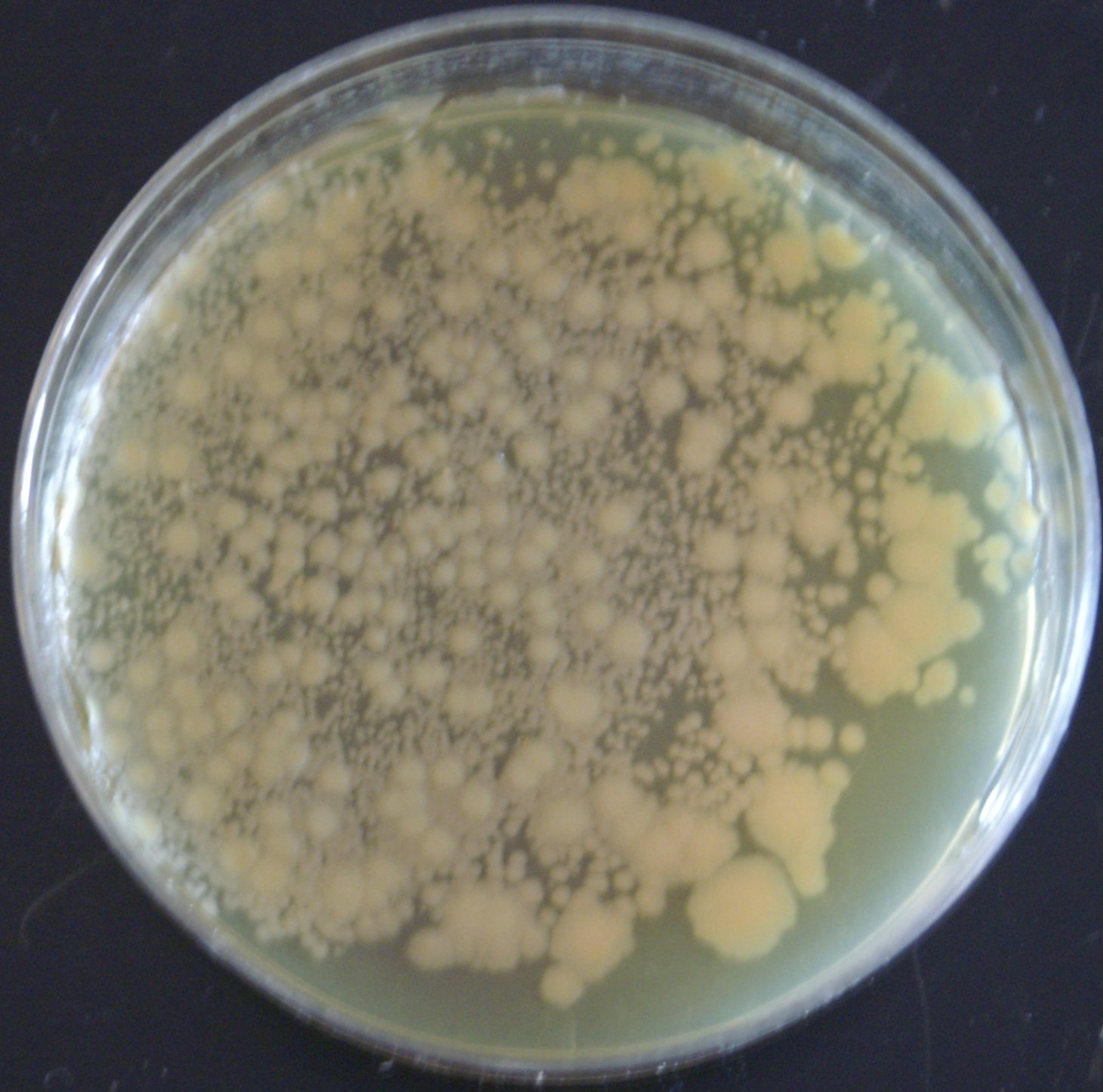
pGLO onder omgevingslicht.

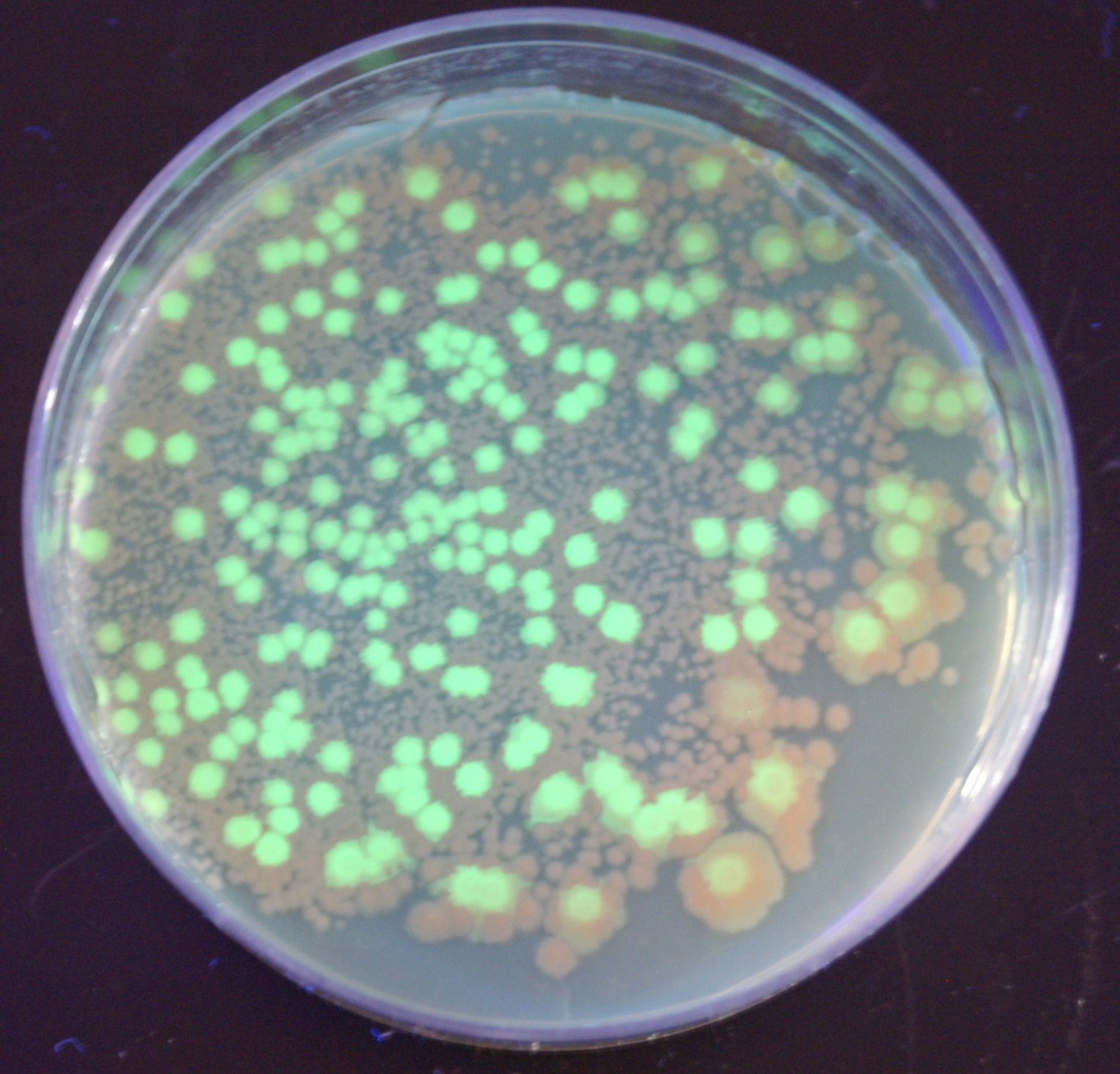
pGLO onder UV-licht.

Het pGLO plasmide is een plasmide dat in de biotechnologie gebruikt wordt als een vector voor het maken van genetisch gemodificeerde organismes. Het plasmide bevat een aantal reporter genen, met name voor de groen fluorescente proteïne (GFP) en het ampicilline-resistentie gen. GFP werd geïsoleerd uit de kwal Aequorea victoria. Omdat het een bidirectionele promotor heeft met een gen voor de stofwisseling van arabinose, wordt het GFP-gen uitgedrukt in de aanwezigheid van arabinose, die het transgene organisme fluorescerend maakt onder UV-licht.
GFP kan worden geïnduceerd in bacteriën die het pGLO plasmide bevatten door ze te laten groeien op +arabinose-platen.
pGLO is opgebouwd uit vier genen die samengevoegd worden met behulp van recombinant DNA technologie. Een is Bla, ori, araç, en GFP (groen fluorescerend eiwit).
De pGLO plasmide werd beroemd door onderzoekers in Frankrijk die het gebruikten om een groen fluorescerend konijn, genaamd Alba, te produceren.
Andere functies van pGLO, zoals de meeste andere plasmiden ook omvatten: een genetische marker, Ori, en een MCS (Multiple Cloning Site) gelegen aan het einde van het GFP-gen. Het plasmide is 5371 basenparen lang. In supercoiled vorm, draait het op een agarosegel in de 4200-4500 range.